# Powiat mohylewski

Powiat mohylewski na mapie guberni

Powiat lub ujezd mohylewski lub mohylewski gubernialny (w odróżnieniu od mohylowskiego na Podolu) – dawny powiat guberni mohylewskiej. 
Za czasów Rzeczypospolitej Mohylewszczyzna była częścią powiatu orszańskiego. Dziś powiatowi mohylewskiemu z lat 1772–1918 odpowiadają częściowo położone na Białorusi rejony mohylewski, białynicki, kruhelski i szkłowski obwodu mohylewskiego.